# Beasley (Texas)
Beasley è un centro abitato degli Stati Uniti d'America, situato nella contea di Fort Bend dello Stato del Texas.
La popolazione era di 641 persone al censimento del 2010. Fa parte dell'area metropolitana di Houston–The Woodlands–Sugar Land.

## Geografia fisica
Beasley è situata a 29°29′47″N 95°55′02″W (29.496435, -95.917297).
Secondo lo United States Census Bureau, ha un'area totale di un miglio quadrato (2,6 km²).

## Società

### Evoluzione demografica
Secondo il censimento del 2000, c'erano 590 persone, 216 nuclei familiari e 155 famiglie residenti nella città. La densità di popolazione era di 587,9 persone per miglio quadrato (227,8/km²). C'erano 232 unità abitative a una densità media di 231,2 per miglio quadrato (89,6/km²). La composizione etnica della città era formata dal 77,97% di bianchi, il 6,61% di afroamericani, il 12,71% di altre razze, e il 2,71% di due o più etnie. Ispanici o latinos di qualunque razza erano il 30,68% della popolazione.
C'erano 216 nuclei familiari di cui il 35,6% aveva figli di età inferiore ai 18 anni, il 56,9% erano coppie sposate conviventi, il 10,6% aveva un capofamiglia femmina senza marito, e il 28,2% erano non-famiglie. Il 24,1% di tutti i nuclei familiari erano individuali e il 7,9% aveva componenti con un'età di 65 anni o più che vivevano da soli. Il numero di componenti medio di un nucleo familiare era di 2,73 e quello di una famiglia era di 3,28.
La popolazione era composta dal 28,3% di persone sotto i 18 anni, l'8,6% di persone dai 18 ai 24 anni, il 28,3% di persone dai 25 ai 44 anni, il 23,4% di persone dai 45 ai 64 anni, e l'11,4% di persone di 65 anni o più. L'età media era di 36 anni. Per ogni 100 femmine c'erano 98,0 maschi. Per ogni 100 femmine dai 18 anni in giù, c'erano 91,4 maschi.
Il reddito medio di un nucleo familiare era di 35.000 dollari, e quello di una famiglia era di 47.625 dollari. I maschi avevano un reddito medio di 30.139 dollari contro i 29.107 dollari delle femmine. Il reddito pro capite era di 14.984 dollari. Circa il 5,7% delle famiglie e il 16,2% della popolazione erano sotto la soglia di povertà, incluso il 18,9% di persone sotto i 18 anni e il 24,1% di persone di 65 anni o più.

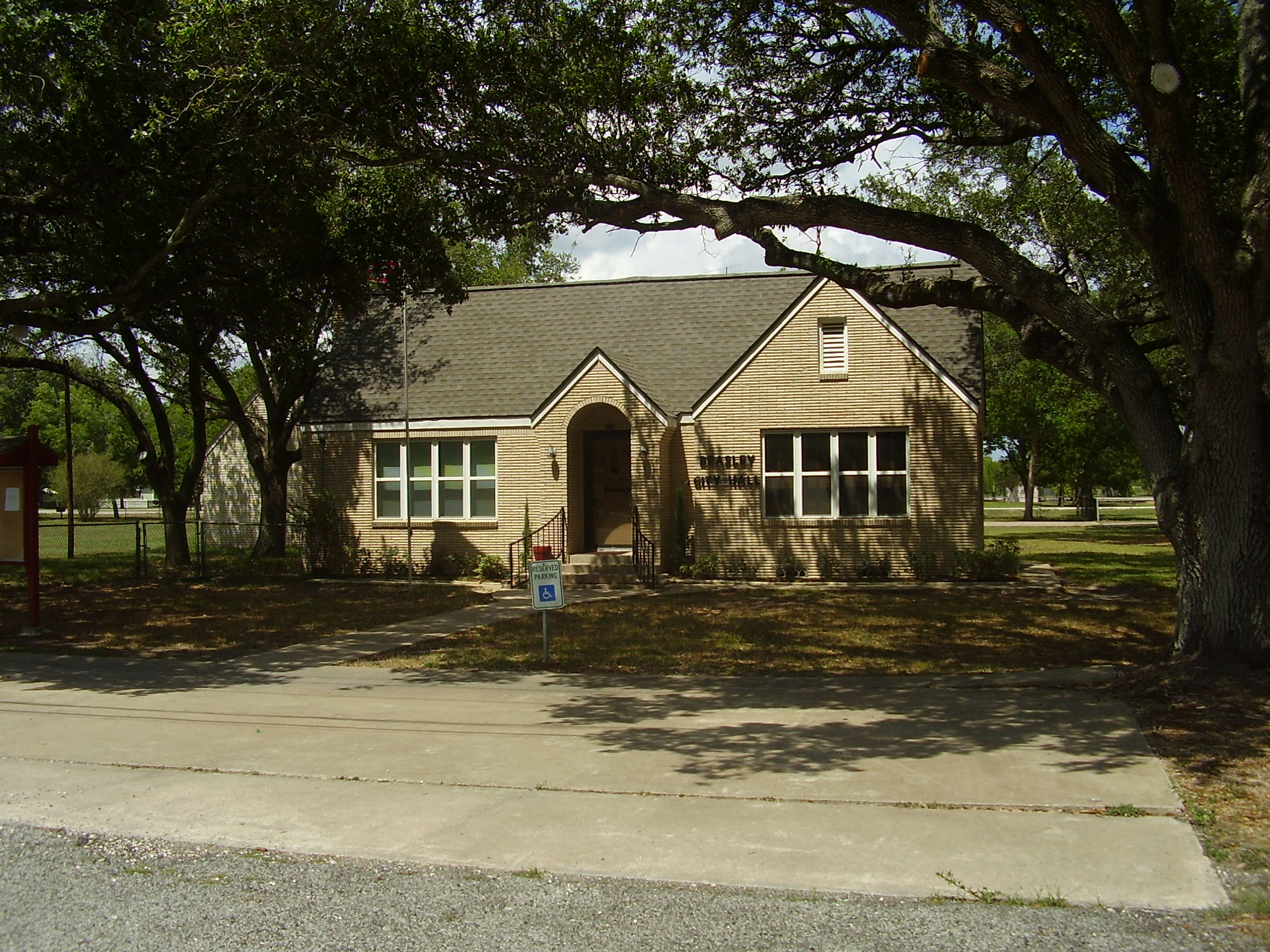
Il municipio
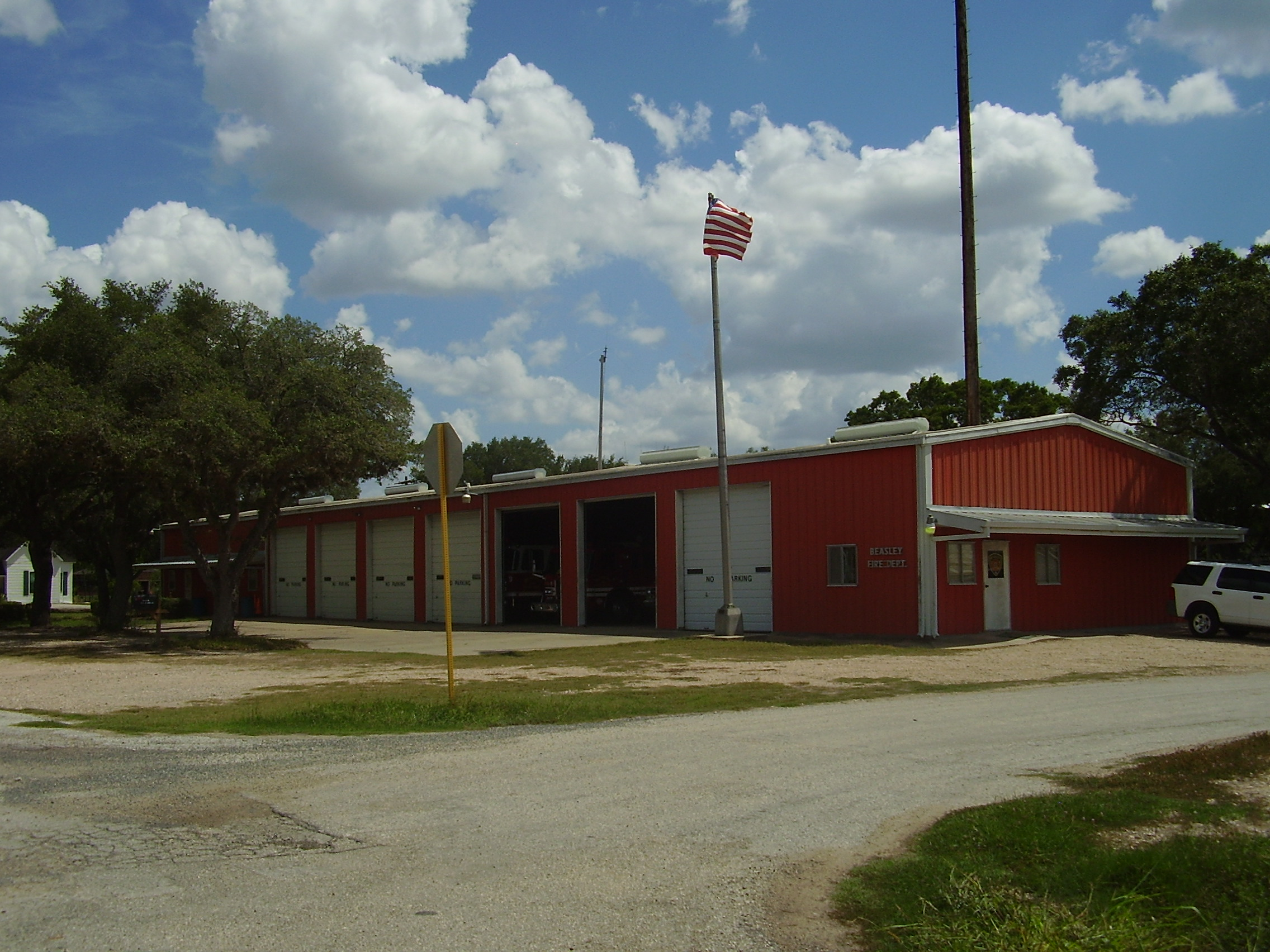
La stazione dei pompieri
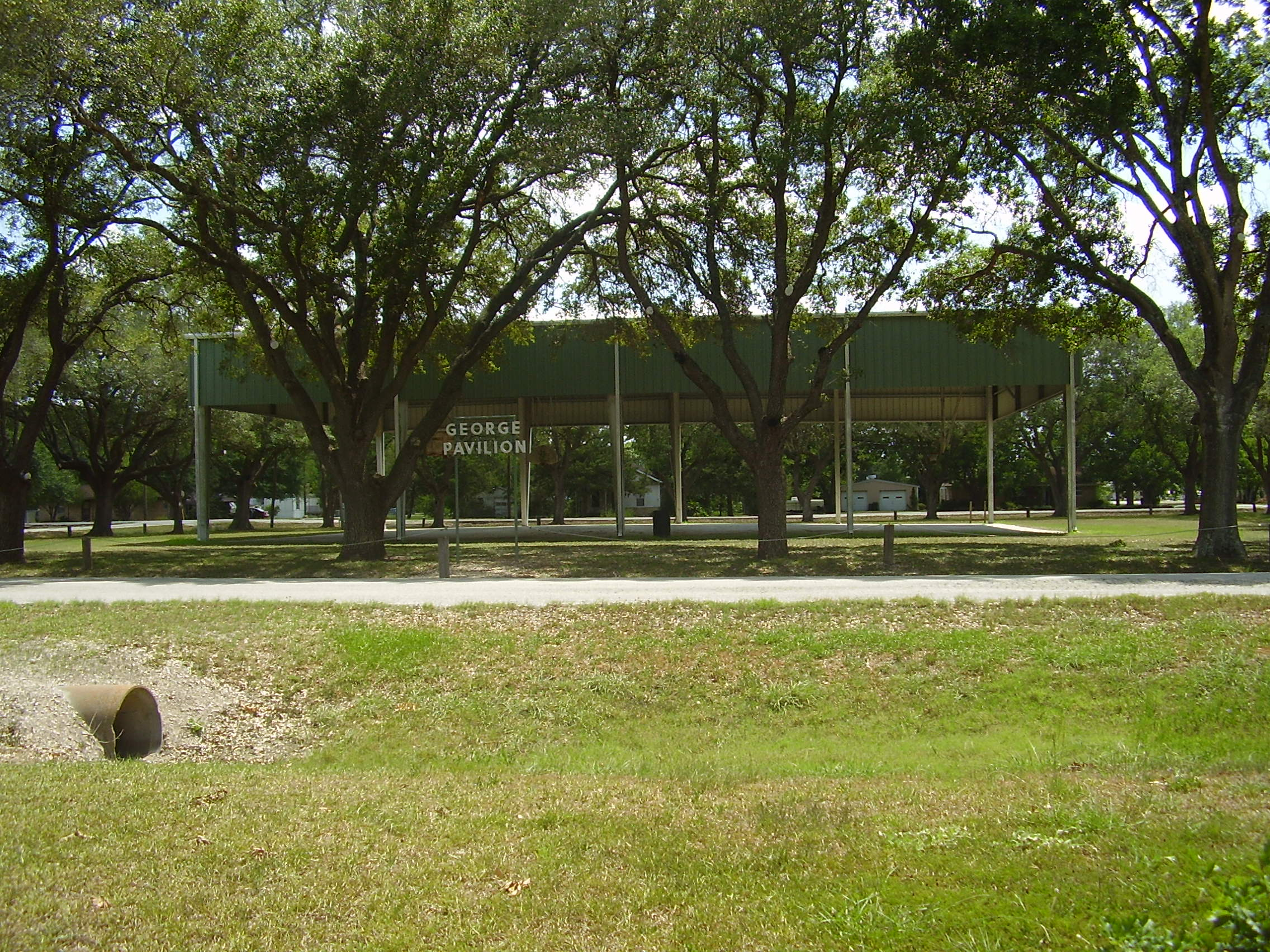
George Pavilion
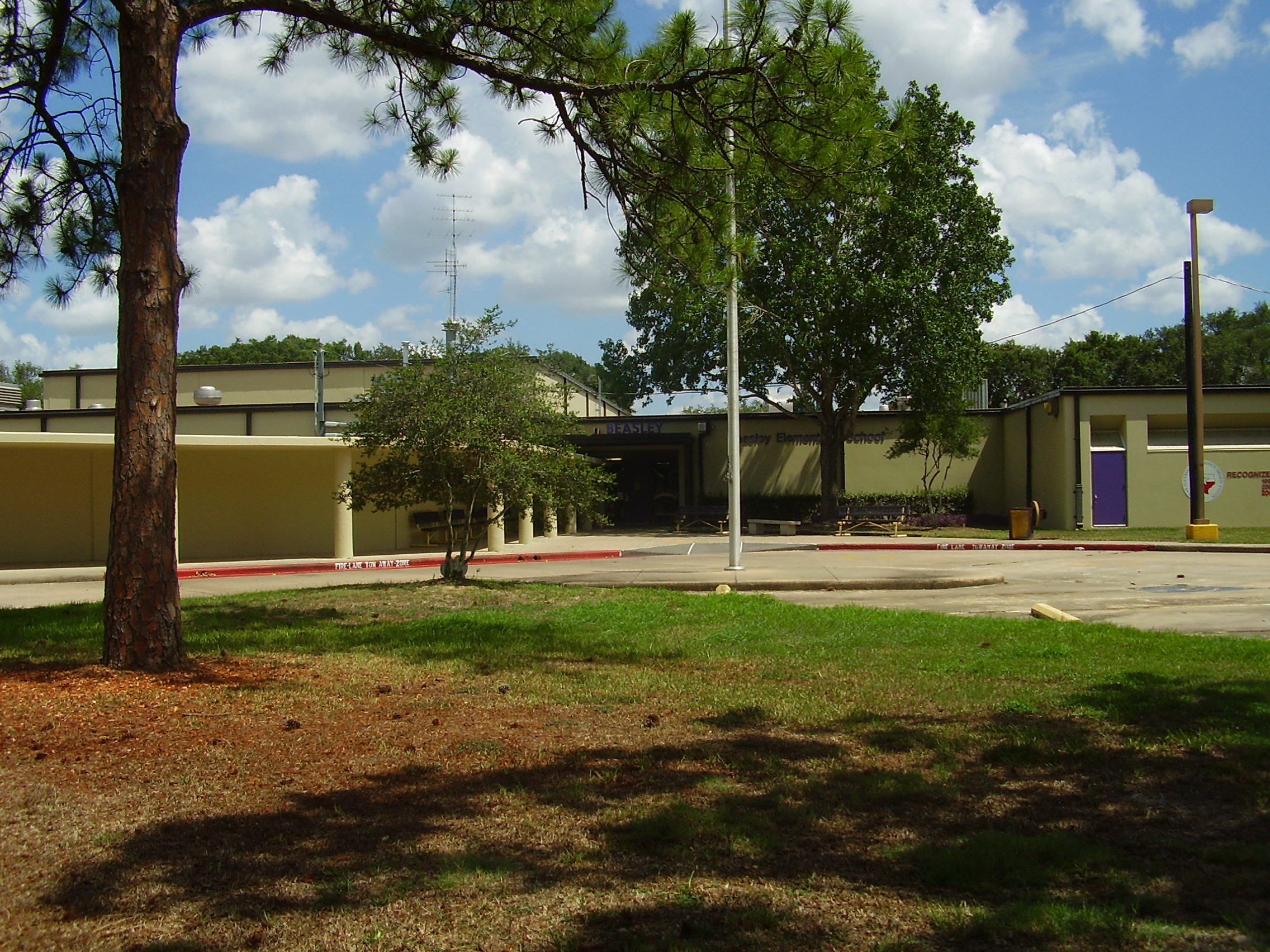
Beasley Elementary School
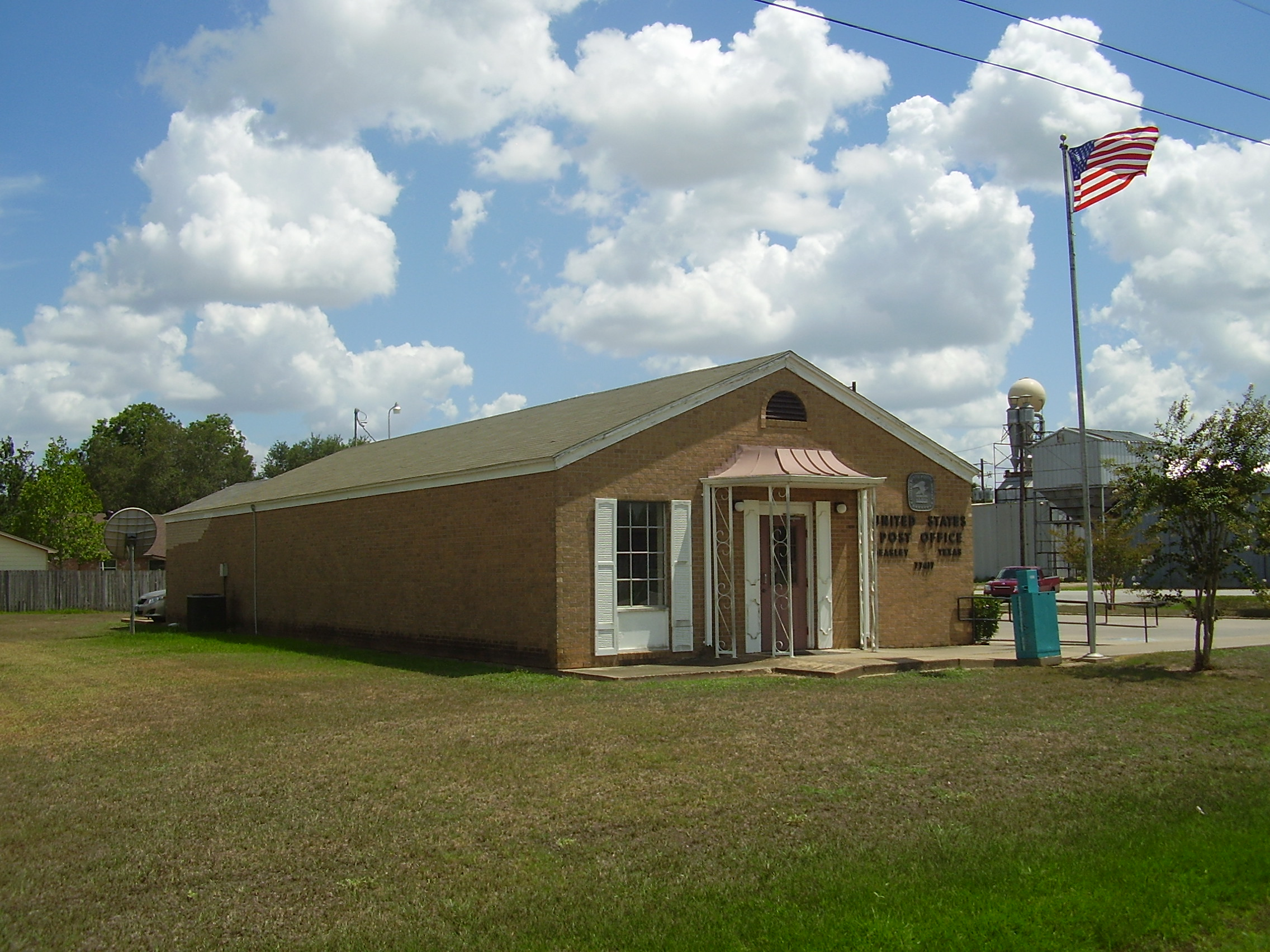
L'ufficio postale
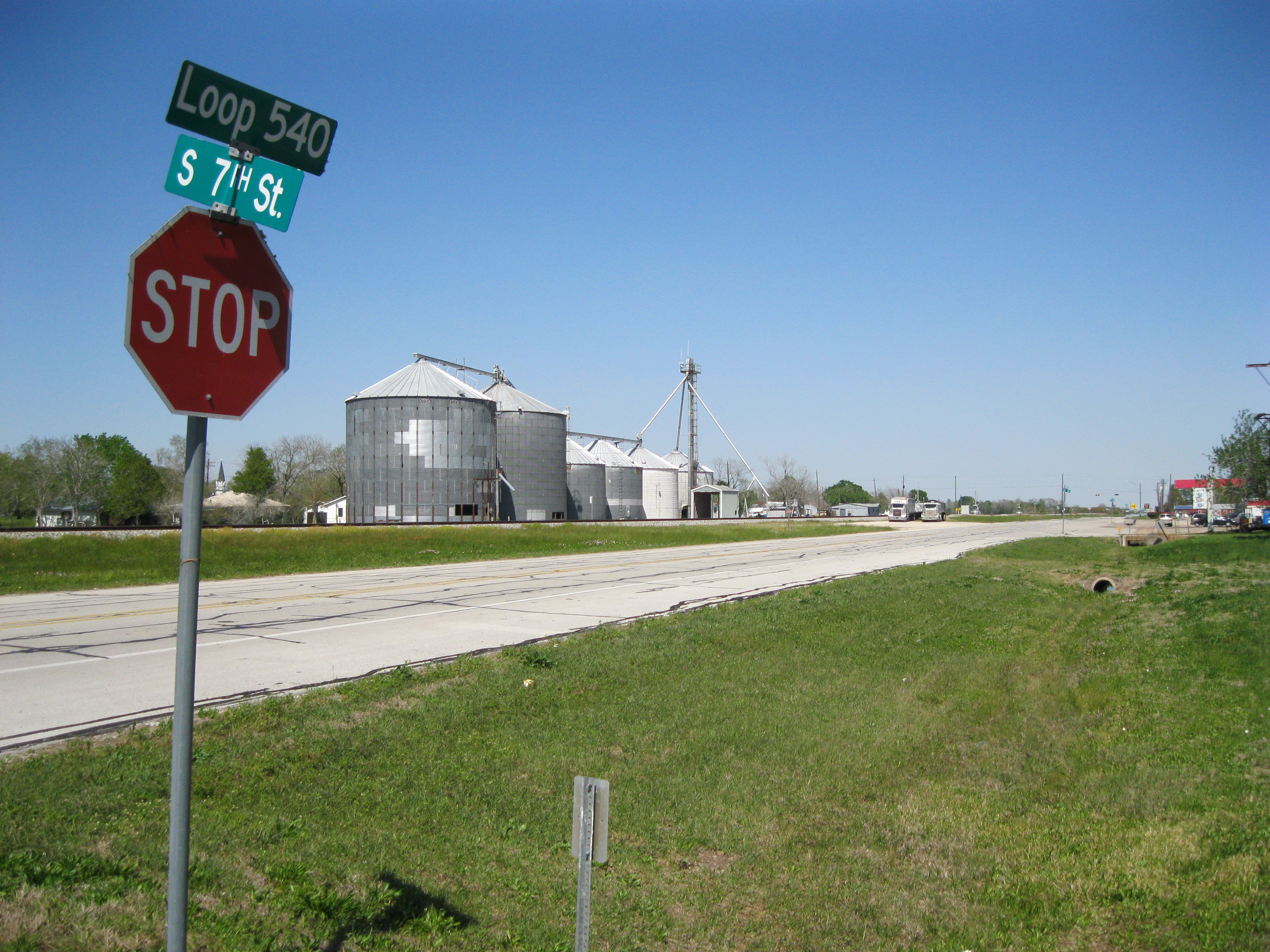
Depositi di grano sulla Loop 540
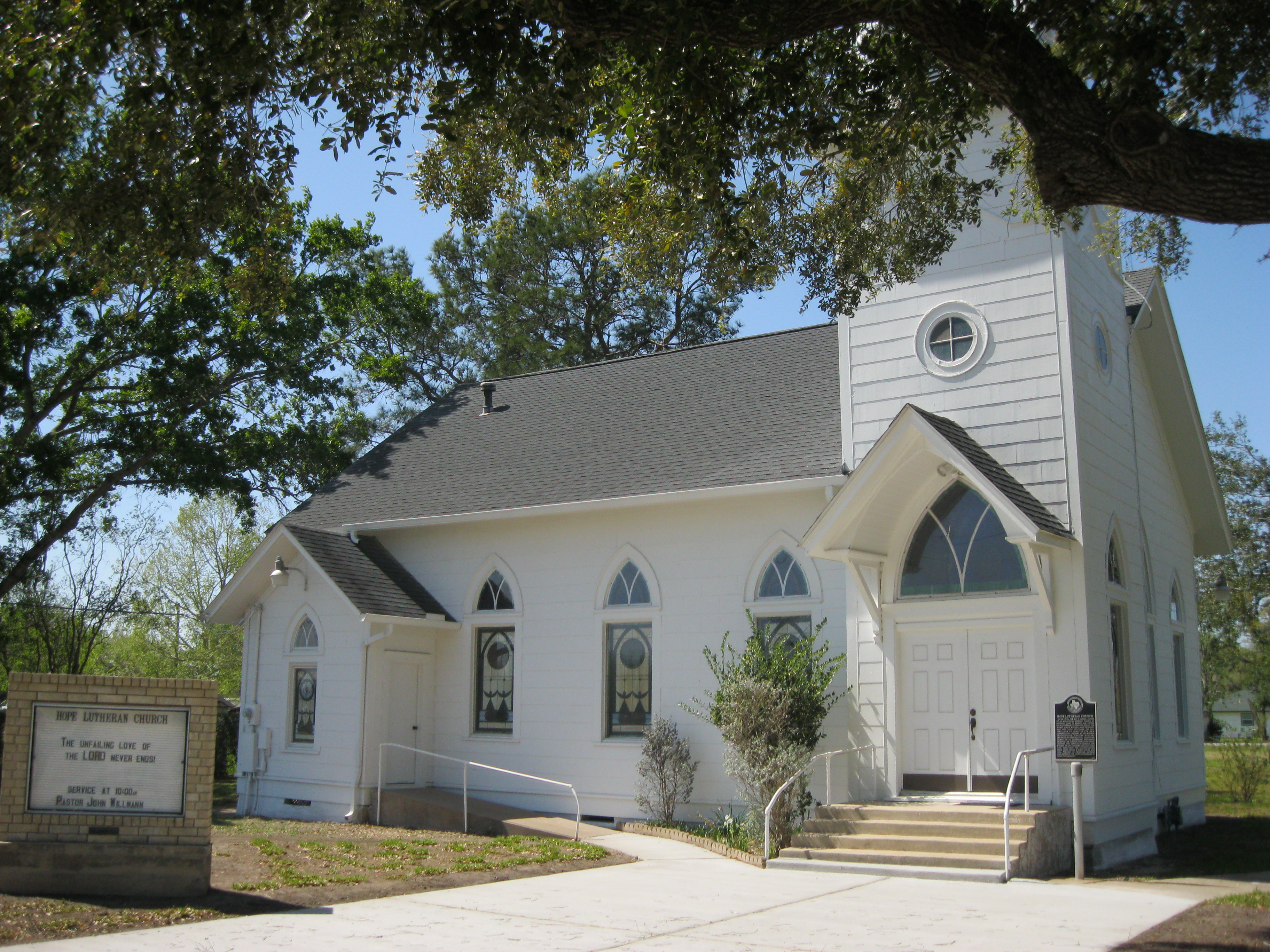
Hope Lutheran Church
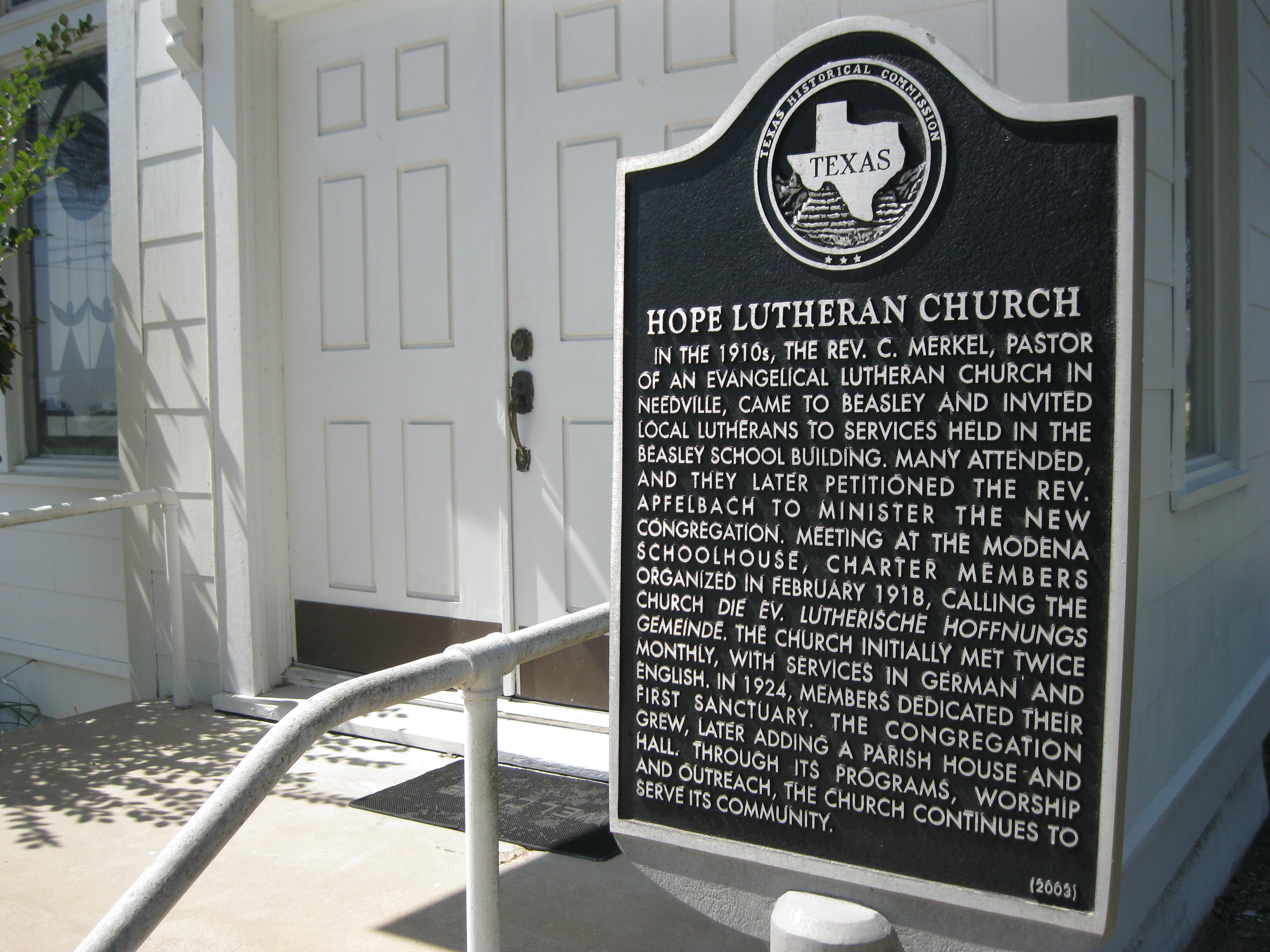
Insegna storica alla Hope Lutheran Church
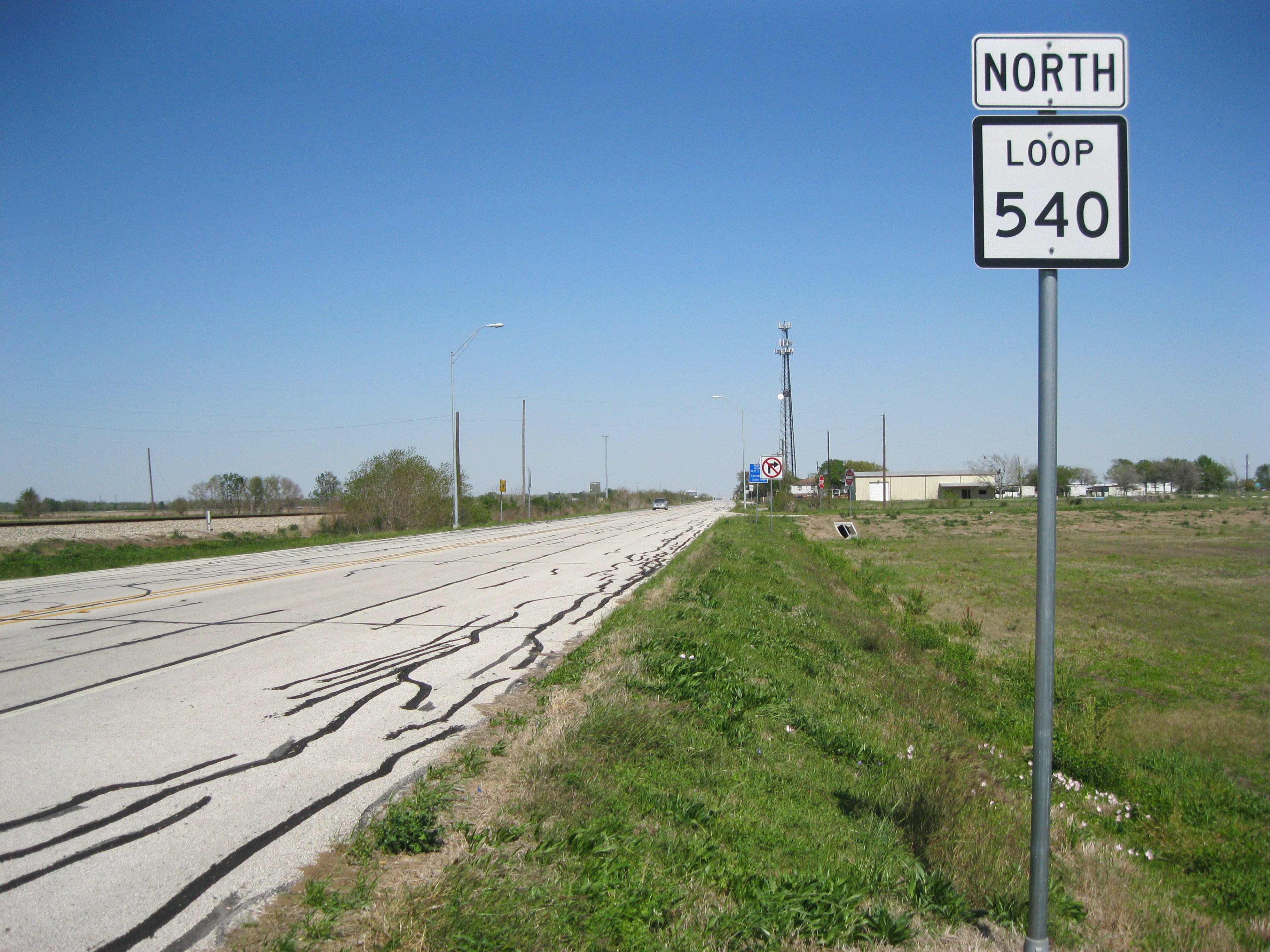